# Otto Kuntze
Carl Ernst Otto Kuntze ( Leipzig, 23 de junio de 1843 - San Remo, 1907) fue un activista, naturalista, y botánico de Alemania.

## Biografía
Nace en Leipzig el 23 de junio de 1843. Entra a la Realschule y aprende la ocupación de boticario. Ya en su juventud se interesó en la Botánica, recogiendo una multiplicidad de plantas en el entorno de Leipzig. Fue farmacéutico tempranamente.
Publicó Taschen-Flora von Leipzig (Flora de bolsillo de Leipzig).
Entre 1863 y 1866 trabajó como comerciante en Berlín y viajó por Centroeuropa e Italia.
De 1868 y 1873 tuvo su propia fábrica de aceites esenciales, logrando un estándar de vida aceptable. Entonces viajó por el mundo entre 1874 y 1876, al Caribe, EE. UU., Japón, China, Sudeste asiático, península de Arabia y Egipto.
En 1881 publicó los diarios de viaje como Um die Erde (Alrededor del Mundo). Entre 76 y 78 estudió en Berlín y Leipzig obteniendo un doctorado en Friburgo, escribiendo sobre la Cinchona.
En 1982 editó un libro llamado Duranta repens en la que tuvo poco éxito, viajó hasta Roma donde realizó muchos más estudios más tarde presentó una vez más este libro con algunas mejorías y cualidades específicas de estas.
Editó la colección botánica de su viaje por el mundo, que está en el Jardín Botánico de Berlín y en el Real Jardín Botánico de Kew , y que comprendía 7000 ejemplares.
La publicación provocó gran impacto ya que Kuntze había revisado completamente la taxonomía, su tratado se denominó Revisio Generum Plantarum (1891), fue ampliamente rechazado e ignorado. Y en 1903 publica Lexicon generum phanerogamarum.
En 1886 visitó el cercano oriente ruso y un año después las Canarias. Hacia 1890 se fue para Sudamérica.
En 1894 visitó Sudáfrica y las colonias alemanas. En los últimos años de su vida se quedó en San Remo (Italia).
Sus ideas revolucionarias le cerraron la puerta en el segundo congreso de Botánica. Murió dos años más tarde en San Remo.

## Artículos sobre O Kuntze
1. Barnhart, John Hendley. 1913. Otto Kuntze. Bulletin of the Charleston Museum. 9, 65-68
2. Hemsley, W. B. 1907. Dr. Otto Kuntze. Kew Bulletin of Miscellaneous Information, 100-101
3. Stafleu, Frans A. 1978. Kuntze, Carl Ernst Otto. Dictionary of Scientific Biography, vol. 15: 268-269
4. Urban, Ignatio. 1902. II. Notae biographicae peregrinatorum Indiae occidentalis botanicorum. Leipzig Gebrüder Bornträger: 70-71
5. Wittmack, Ludwig. 1906. Die Reisen Otto Kuntzes und seine Ansichten über die Wanderung der Bananen. Gartenflora, 55, 232-233

## Honores

### Epónimos
Especies
- (Acanthaceae) Arrhostoxylum kuntzei (Lindau) Bremek.[1]
- (Acanthaceae) Hypoestes kuntzei C.B.Clarke ex Ridl.[2]
- (Aizoaceae) Brownanthus kuntzei (Schinz) Ihlenf. & Bittrich[3]
- (Araliaceae) Oreopanax kuntzei Harms ex Kuntze[4]
- (Asclepiadaceae) Asclepias kuntzei Schltr.[5]
- (Asteraceae) Berkheyopsis kuntzei O.Hoffm. ex Kuntze[6]
- (Asteraceae) Stevia kuntzei Hieron.[7]
- (Bignoniaceae) Zeyheria kuntzei K.Schum. ex Kuntze[8]
- (Cucurbitaceae) Sicyos kuntzei Cogn. ex Kuntze[9]
- (Cyperaceae) Cyperus kuntzei Boeckeler[10]
- (Cyperaceae) Dichromena kuntzei (C.B.Clarke ex O.Ktze) J.F.Macbr.[11]
- (Cyperaceae) Eleocharis kuntzei Boeckeler[12]
- (Cyperaceae) Rhynchospora kuntzei C.B.Clarke in Kuntze[13]
- (Dioscoreaceae) Dioscorea kuntzei Uline ex Kuntze[14]
- (Fabaceae) Astragalus kuntzei Sheld.[15]
- (Gentianaceae) Gentianella kuntzei (Gilg) T.N.Ho & S.W.Liu[16]
- (Juncaceae) Juncus kuntzei Buchenau ex Vierh.[17]
- (Lamiaceae) Plectranthus kuntzei Gürke[18]
- (Leguminosae) Cassia kuntzei Hosseus[19]
- (Loasaceae) Caiophora kuntzei Urb. & Gilg[20]
- (Lythraceae) Nesaea kuntzei Koehne[21]
- (Malvaceae) Cristaria kuntzei Speg.[22]
- (Malvaceae) Hibiscus kuntzei Ulbr.[23]
- (Melastomataceae) Acinodendron kuntzei (Cogn.) Kuntze[24]
- (Piperaceae) Peperomia kuntzei C.DC. ex Kuntze[25]
- (Polygonaceae) Polygonum kuntzei P.Fourn.[26]
- (Rubiaceae) Diodia kuntzei K.Schum.[27]

- La abreviatura «Kuntze» se emplea para indicar a Otto Kuntze como autoridad en la descripción y clasificación científica de los vegetales.[28]

## Plantas de Otto Kuntze
En su extensa actuación, trabajó con 48.727 registros de nuevas spp. (IPNI). Entre las cuales:
- Araucaria angustifolia
- Camellia sinensis
- Dortmanna bicalcarata (Herbario Virtual en NYBG)